# بالاو
بالاو (به ایتالیایی: Ballao) یک کومونه در ایتالیا است که در استان کالیاری واقع شده‌است.

## خصوصیات
بالاو ۴۶٫۷ کیلومترمربع مساحت و ۹۰۷ نفر جمعیت دارد و ۹۸ متر بالاتر از سطح دریا واقع شده‌است.